# Климушино Большое
Климушино Большое — деревня в Пучежском районе Ивановской области России. Входит в состав Илья-Высоковского сельского поселения.

## География
Деревня расположена в восточной части Ивановской области, в зоне хвойно-широколиственных лесов, на левом берегу реки Пушавки, вблизи западной окраины города Пучежа, административного центра района. С юго-запада от деревни находятся деревни Косолапиха и Мостовка. Абсолютная высота — 112 метров над уровнем моря.

### Климат
Климат характеризуется как умеренно континентальный, с умеренно холодной снежной зимой тёплым влажным летом. Среднегодовая температура воздуха — 2,6 °C. Средняя температура воздуха самого холодного месяца (января) — −12,1 °C (абсолютный минимум — −39 °C); самого тёплого месяца (июля) — 17,7 °C (абсолютный максимум — 30 °С). Безморозный период длится около 139 дней. Годовое количество атмосферных осадков — 658 мм, из которых 417 мм выпадает в период с апреля по октябрь. Снежный покров устанавливается в третьей декаде ноября и держится в течение 145 дней.

### Часовой пояс
Деревня Климушино Большое, как и вся Ивановская область, находится в часовой зоне МСК (московское время). Смещение применяемого времени относительно UTC составляет +3:00.

## Улицы
Улицы деревни: Клубная, Молодежная, Молодежная 1-я, Полевая, Садовая.

## История
До революции деревня относилась к Горбунихинской волости Юрьевецкого уезда Костромской губернии.
До 1954 года деревня являлась центром Климушинского сельсовета. В начале 1954 года Климушинский и Хмелеватовский сельсоветы объединены в Дубновский, с 2005 года — в составе Илья-Высоковского сельского поселения.
В советские годы в деревне действовал клуб.

## Инфраструктура
В д. Климушино Большое часть многоквартирных домов подключены к водопроводу г. Пучеж. 
Деревня газифицирована. 

## Экономика
- СПК "КЛИМУШИНСКИЙ" (СЕЛЬСКОХОЗЯЙСТВЕННЫЙ ПРОИЗВОДСТВЕННЫЙ КООПЕРАТИВ "КЛИМУШИНСКИЙ").

## Население
| 2010 |
| ---- |
| 188  |

### Национальный состав
Согласно результатам переписи 2002 года, в национальной структуре населения русские составляли 99 % из 220 чел.